# Abichites
Abichites is een uitgestorven geslacht van Ammonieten dat voorkwam in het Perm. Het geslacht behoort tot de familie der Dzhulfitidae.